# SMS Novara (1915)
El SMS Novara fue un crucero ligero, líder de  su clase de la KuK Kriegsmarine austrohúngara en la cual sirvió durante la Primera Guerra Mundial.

## Construcción
En 1912, comenzó la construcción del crucero Novara fue construido para la Armada austrohúngara, como una mejora de diseño de los buques de la clase Spaun. Se trataba de pequeños cruceros con cuatro chimeneas con un desplazamiento de 3500 t, una eslora de 129,24 m, una manga de 12,80 m, y una dotación de 318 tripulantes. Portaba 9 cañones de 100 mm y uno de 47 mm para operaciones de desembarco, además de cuatro tubos lanzatorpedos de 17,7 pulgadas. Sus máquinas, daban una potencia de 30 178 CV, lo que le permitía alcanzar una velocidad de 27 nudos. Adicionalmente, estaba protegido por un cinturón blindado de 63,5 mm. espesor y una cubierta de 19 mm.

## Historia operacional
El Novara fue el buque insignia del  Almirante Miklós Horthy, que posteriormente, sería el regente de Hungría. El buque, tomó parte en el ataque contra la Barrera de Otranto entre el 14 y 15 de mayo de 1917, durante la cual 14 barcazas aliadas que formaban parte de la barrera, fueron hundidas. Durante el ataque, el Novara fue levemente dañado por la artillería aliada que rompió una de sus tuberías de vapor, causando una caída de la potencia, que le hizo llegar a su base con dificultades.
El Novara fue entregado a Francia tras el final de la Primera Guerra Mundial, donde fue renombrado Thionville e incorporado a la flota francesa. El buque fue desguazado en 1942.